# Be Your Own Pet
Be Your Own Pet (с англ. — «Будьте своим собственным питомцем»), также известная как BYOP или стилизованная как be your own PET — гараж-панк-группа из Нашвилла, штат Теннесси, образованная в 2003 году. Большую часть своей карьеры состав группы состоял из вокалистки Джемины Перл, гитариста Джонаса Стайна, басиста Натана Васкеса и барабанщика Джона Итерли. После первоначального выпуска ранних синглов и EP на нэшвилльском лейбле Infinity Cat Records группа подписала контракт с XL Recordings и лейблом Терстона Мура Ecstatic Peace!/Universal Records в Великобритании и Северной Америке соответственно.
Be Your Own Pet выпустили свой одноименный дебютный альбом в 2006 году, получив признание критиков от таких изданий, как NME и Pitchfork. Вскоре после выпуска своего второго альбома Get Awkward в 2008 году группа распалась, сославшись на женоненавистничество, направленное на Перл и испытываемое ею, а также на общее выгорание от давления музыкальной индустрии в качестве причин своего распада.
После четырнадцатилетнего перерыва они воссоединились в 2021 году после того, как американский музыкант и автор песен Джек Уайт специально попросил их выступить на разогреве на нескольких юго-восточных концертах в США в рамках его тура Supply Chain Issues Tour в поддержку двух студийных альбомов, которые он выпустит в том году. Впоследствии они вскоре подписали контракт с Third Man Records (совместно принадлежащим Уайту и мужу Перл, Бену Суонку), где группа выпустила свой третий студийный альбом Mommy 25 августа 2023 года.

## Дискография
Смотри статью «Дискография Be Your Own Pet» в англ. разделе.
- Be Your Own Pet (2006)
- Get Awkward (2008)
- Mommy (2023)